# Agenda Diplomática
Agenda Diplomática es una revista que se publica bimestralmente en Lima (Perú), conocida fundamentalmente por realizar entrevistas a diplomáticos. fundada en 1989.

## Historia
La revista se funda en noviembre de 1989, en una época difícil para el Perú, terminando el primer gobierno de Alan García, ha logrado subsistir por más de 20 años en este ámbito muy especializado en un país donde muchos medios de este tipo no logran sostenerse por diferentes motivos, como problemas económicos, políticos y otros.